# 2008-as ABC Supply Company A.J. Foyt 225
A 2008-as ABC Supply Company A.J. Foyt 225 a hatodik verseny a 2008-as IndyCar Series szezonban. A versenyt 2008. június 1-én rendezték meg az 1015 mérföldes (1633 km) Milwaukee Mile-on, a wisconsinbeli West Allis-ben. Marco Andretti indult a pole-pozícióból, és az első 40 körben vezetett a versenyben. Scott Dixonnal és a csapattársával Tony Kanaannal már az elejétől csatázott a vezető pozícióért. Graham Rahal az elején visszacsúszott, de a végén így is az első öt versenyző között ért célba. Oriol Servià már a rajt előtt ütközött, és pont a rajt előtt a boxba kényszerült szárnycserére. Az első boxkiállások után Andretti hirtelen lelassult, és Dixon vette át a vezetést. Hélio Castroneves két kört vezetett a versenyben, és Andretti eközben már az első tíz közül is kicsúszott.
A verseny 130. körében Rahal megpróbálta megelőzni Darren Manning-et, de elvesztette az uralmát az autója fölött, és a falnak rohanva feladni kényszerült a versenyt. Dixon így is megtartotta az előnyét, de a 177. körben Ryan Briscoe átvette tőle a vezetést. A 194. körben amikor újraindították a versenyt egy sárga zászlós szakasz után Dixon visszavette a vezetést Briscoe-tól, amit tíz körön át meg is tartott, ekkor boxkiállás miatt feladni kényszerült a vezetőhelyet, és Castroneves vette át a vezetést két kör erejéig, de ő is ment a bokszutcába kiállásra, és Briscoe visszavette a vezetést, amit a végéig megtartott első IndyCar Series győzelmét szerezve.
A verseny végén még egy tömegbaleset is történt, amikor Andretti és Ed Carpenter ütközött és mindketten megpördültek de Vitor Meira Andretti autójának ütközve még fel is repült a levegőbe, de szaltó nélkül a földre érkezett, és csak az autója sérült meg. Briscoe győzelme az észak-kaliforniabeli Mooresville-ben székelő Team Penske 300. győzelmét is jelentette.

## Rajtfelállás
| Rajtsor | Belső ív | Belső ív          | Külső ív | Külső ív         |
| ------- | -------- | ----------------- | -------- | ---------------- |
| 1       | 26       | Marco Andretti    | 06       | Graham Rahal     |
| 2       | 9        | Scott Dixon       | 8        | Will Power       |
| 3       | 3        | Hélio Castroneves | 11       | Tony Kanaan      |
| 4       | 10       | Dan Wheldon       | 36       | Enrique Bernoldi |
| 5       | 5        | Oriol Servià      | 33       | E.J. Viso        |
| 6       | 6        | Ryan Briscoe      | 17       | Ryan Hunter-Reay |
| 7       | 7        | Danica Patrick    | 27       | Hideki Mutoh     |
| 8       | 18       | Bruno Junqueira   | 24       | John Andretti    |
| 9       | 20       | Ed Carpenter      | 2        | A.J. Foyt IV     |
| 10      | 15       | Buddy Rice        | 14       | Darren Manning   |
| 11      | 23       | Townsend Bell     | 02       | Justin Wilson    |
| 12      | 19       | Mario Moraes      | 34       | Jaime Camara     |
| 13      | 96       | Mario Dominguez   | 4        | Vitor Meira      |

## Futam
| Pozíció                                             | #  | Versenyző         | Csapat                     | Futott kör | Idő/Kiesés oka | Rajthely | Élen | Pont |
| --------------------------------------------------- | -- | ----------------- | -------------------------- | ---------- | -------------- | -------- | ---- | ---- |
| 1.                                                  | 6  | Ryan Briscoe      | Team Penske                | 225        | 1:42:41.7387   | 11       | 36   | 50   |
| 2.                                                  | 9  | Scott Dixon       | Chip Ganassi Racing        | 225        | +0,0487        | 3        | 147  | 43   |
| 3.                                                  | 11 | Tony Kanaan       | Andretti Green Racing      | 225        | +1,8413        | 6        | 0    | 35   |
| 4.                                                  | 10 | Dan Wheldon       | Chip Ganassi Racing        | 225        | +2,9314        | 7        | 0    | 32   |
| 5.                                                  | 3  | Hélio Castroneves | Team Penske                | 225        | +4,6704        | 5        | 2    | 30   |
| 6.                                                  | 5  | Oriol Servià      | KV Racing Technology       | 225        | +14,2217       | 9        | 0    | 28   |
| 7.                                                  | 02 | Justin Wilson     | Newman/Haas/Lanigan Racing | 224        | + 1 Kör        | 22       | 0    | 26   |
| 8.                                                  | 33 | E. J. Viso        | HVM Racing                 | 224        | + 1 Kör        | 10       | 0    | 24   |
| 9.                                                  | 7  | Danica Patrick    | Andretti Green Racing      | 224        | + 1 Kör        | 13       | 0    | 22   |
| 10.                                                 | 15 | Buddy Rice        | Dreyer & Reinbold Racing   | 224        | + 1 Kör        | 19       | 0    | 20   |
| 11.                                                 | 23 | Townsend Bell     | Dreyer & Reinbold Racing   | 224        | + 1 Kör        | 23       | 0    | 19   |
| 12.                                                 | 27 | Hideki Mutoh      | Andretti Green Racing      | 224        | + 1 Kör        | 14       | 0    | 18   |
| 13.                                                 | 14 | Darren Manning    | A. J. Foyt Enterprises     | 223        | + 2 Kör        | 23       | 0    | 17   |
| 14.                                                 | 8  | Will Power        | KV Racing Technology       | 223        | + 2 Kör        | 4        | 16   | 16   |
| 15.                                                 | 17 | Ryan Hunter-Reay  | Rahal Letterman Racing     | 223        | + 2 Kör        | 12       | 0    | 15   |
| 16.                                                 | 36 | Enrique Bernoldi  | Conquest Racing            | 222        | + 3 Kör        | 8        | 0    | 14   |
| 17.                                                 | 2  | A. J. Foyt IV     | Vision Racing              | 222        | + 3 Kör        | 18       | 0    | 13   |
| 18.                                                 | 18 | Bruno Junqueira   | Dale Coyne Racing          | 222        | + 3 Kör        | 15       | 0    | 12   |
| 19.                                                 | 24 | John Andretti     | Roth Racing                | 222        | + 3 Kör        | 16       | 0    | 12   |
| 20.                                                 | 20 | Ed Carpenter      | Vision Racing              | 221        | Vezetői hiba   | 17       | 0    | 12   |
| 21.                                                 | 26 | Marco Andretti    | Andretti Green Racing      | 221        | Vezetői hiba   | 1        | 40   | 12   |
| 22.                                                 | 4  | Vitor Meira       | Panther Racing             | 220        | Vezetői hiba   | 26       | 0    | 12   |
| 23.                                                 | 19 | Mario Moraes      | Dale Coyne Racing          | 218        | + 7 Kör        | 23       | 0    | 12   |
| 24.                                                 | 34 | Jaime Camara      | Conquest Racing            | 218        | + 7 Kör        | 19       | 0    | 12   |
| 25.                                                 | 06 | Graham Rahal      | Newman/Haas/Lanigan Racing | 129        | Vezetői hiba   | 2        | 0    | 12   |
| 26.                                                 | 96 | Mario Domínguez   | Pacific Coast Motorsports  | 107        | Kiállt         | 25       | 0    | 12   |
| 27.                                                 | 25 | Marty Roth        | Roth Racing                | 0          | Nem indult     | -        | 0    | 5    |
| Átlagsebesség: 133.428 mph (214.732 km/h)           |    |                   |                            |            |                |          |      |      |
| Változások az élen: 5 alkalommal 4 versenyző között |    |                   |                            |            |                |          |      |      |